# Сидоряче
Сидоря́че — село в Україні, у Котелевській селищній громаді Полтавського району Полтавської області. Населення становить 280 осіб.
До 2020 було адміністративним центром Сидоряченської сільської ради, в яку також входило село Михайлівка Перша.

## Географія
Село Сидоряче знаходиться на берегах річки Котельва, вище за течією примикає село Пархомівка, нижче за течією на відстані в 3,5 км розташоване село Чернещина.

## Історія
12 червня 2020 року, відповідно до розпорядження Кабінету Міністрів України № 721-р «Про визначення адміністративних центрів та затвердження територій територіальних громад Полтавської області», село увійшло до складу Котелевської селищної громади.
19 липня 2020 року, в результаті адміністративно - територіальної реформи та ліквідації  Котелевського району, село увійшло до складу новоутвореного Полтавського району.

## Футбольна команда
- ФК Надія

## Економіка
- ФГ «Надія»

## Об'єкти соціальної сфери
- В селі є школа I—II ступенів
- Клуб
- Бібліотека
- Пошта